# 佛朗哥·潘塔诺
佛朗哥·潘塔诺（義大利語：Franco Pantano，1960年7月22日—），意大利男子赛艇运动员。他曾代表意大利参加世界赛艇锦标赛，获得二枚金牌、二枚银牌和一枚铜牌，均来自轻量级项目。